# Lijst van Teiidae
Onderstaand een lijst van alle soorten hagedissen uit de familie tejuhagedissen (Teiidae).
- Ameiva aggerecusans
- Ameiva ameiva – Gewone ameiva
- Ameiva atrigularis
- Ameiva bifrontata
- Ameiva concolor
- Ameiva fuliginosa
- Ameiva jacuba
- Ameiva nodam
- Ameiva pantherina
- Ameiva parecis
- Ameiva praesignis
- Ameiva provitaae
- Ameiva reticulata
- Ameivula abalosi
- Ameivula cipoensis
- Ameivula confusioniba
- Ameivula jalapensis
- Ameivula mumbuca
- Ameivula nativo
- Ameivula nigrigula
- Ameivula ocellifera
- Ameivula pyrrhogularis
- Ameivula xacriaba
- Aspidoscelis angusticeps
- Aspidoscelis burti
- Aspidoscelis calidipes
- Aspidoscelis carmenensis
- Aspidoscelis ceralbensis
- Aspidoscelis communis
- Aspidoscelis costatus
- Aspidoscelis cozumela
- Aspidoscelis danheimae
- Aspidoscelis deppii
- Aspidoscelis espiritensis
- Aspidoscelis exsanguis
- Aspidoscelis flagellicaudus
- Aspidoscelis franciscensis
- Aspidoscelis gularis
- Aspidoscelis guttatus
- Aspidoscelis hyperythrus
- Aspidoscelis inornatus
- Aspidoscelis labialis
- Aspidoscelis laredoensis
- Aspidoscelis lineattissimus
- Aspidoscelis marmoratus
- Aspidoscelis martyris
- Aspidoscelis maslini
- Aspidoscelis maximus
- Aspidoscelis mexicanus
- Aspidoscelis motaguae
- Aspidoscelis neavesi
- Aspidoscelis neomexicanus
- Aspidoscelis neotesselatus
- Aspidoscelis opatae
- Aspidoscelis pai
- Aspidoscelis parvisocius
- Aspidoscelis pictus
- Aspidoscelis rodecki
- Aspidoscelis sackii
- Aspidoscelis scalaris
- Aspidoscelis sexlineatus
- Aspidoscelis sonorae
- Aspidoscelis stictogrammus
- Aspidoscelis tesselatus
- Aspidoscelis tigris
- Aspidoscelis uniparens – Woestijnrenhagedis
- Aspidoscelis velox
- Aspidoscelis xanthonotus
- Aurivela longicauda
- Aurivela tergolaevigata
- Callopistes flavipunctatus
- Callopistes maculatus
- Cnemidophorus arenivagus
- Cnemidophorus arubensis – Arubaanse renhagedis
- Cnemidophorus cryptus
- Cnemidophorus duellmani
- Cnemidophorus espeuti
- Cnemidophorus flavissimus
- Cnemidophorus gaigei
- Cnemidophorus gramivagus
- Cnemidophorus lemniscatus – Wenkpootje
- Cnemidophorus leucopsammus
- Cnemidophorus murinus
- Cnemidophorus nigricolor
- Cnemidophorus pseudolemniscatus
- Cnemidophorus rostralis
- Cnemidophorus ruatanus
- Cnemidophorus ruthveni – Bonairiaanse renhagedis
- Cnemidophorus senectus
- Cnemidophorus splendidus
- Cnemidophorus vanzoi
- Contomastix lacertoides
- Contomastix leachei
- Contomastix serrana
- Contomastix vacariensis
- Contomastix vittata
- Crocodilurus amazonicus – Krokodilstaarthagedis
- Dicrodon guttulatum
- Dicrodon heterolepis
- Dicrodon holmbergi
- Dracaena guianensis – Kaaimanteju
- Dracaena paraguayensis
- Glaucomastix abaetensis
- Glaucomastix cyanura
- Glaucomastix littoralis
- Glaucomastix venetacauda
- Holcosus anomalus
- Holcosus bridgesii
- Holcosus chaitzami
- Holcosus festivus
- Holcosus leptophrys
- Holcosus niceforoi
- Holcosus orcesi
- Holcosus quadrilineatus
- Holcosus septemlineatus
- Holcosus undulatus
- Kentropyx altamazonica
- Kentropyx borckiana
- Kentropyx calcarata
- Kentropyx lagartija
- Kentropyx paulensis
- Kentropyx pelviceps
- Kentropyx striata
- Kentropyx vanzoi
- Kentropyx viridistriga
- Medopheos edracanthus
- Pholidoscelis atratus
- Pholidoscelis auberi
- Pholidoscelis chrysolaemus
- Pholidoscelis cineraceus
- Pholidoscelis corax
- Pholidoscelis corvinus
- Pholidoscelis dorsalis
- Pholidoscelis erythrocephalus
- Pholidoscelis exsul
- Pholidoscelis fuscatus
- Pholidoscelis griswoldi
- Pholidoscelis lineolatus
- Pholidoscelis major
- Pholidoscelis maynardi
- Pholidoscelis plei
- Pholidoscelis pluvianotatus
- Pholidoscelis polops
- Pholidoscelis taeniurus
- Pholidoscelis umbratilis
- Pholidoscelis wetmorei
- Salvator duseni
- Salvator merianae
- Salvator rufescens
- Teius oculatus
- Teius suquiensis
- Teius teyou – Vierteenameiva
- Tupinambis cryptus
- Tupinambis cuzcoensis
- Tupinambis longilineus
- Tupinambis palustris
- Tupinambis quadrilineatus
- Tupinambis teguixin – Gebandeerde reuzenteju
- Tupinambis zuliensis